# Krasnyj Azierbajdżan
Krasnyj Azierbajdżan (ros. Красный Азербайджан) – rosyjski, azerski, a następnie radziecki okręt wojenny Flotylli Kaspijskiej w latach 1909–1959.

## Historia
Okręt rozpoczęto budować pod koniec grudnia 1908 r. w stoczni admiralskiej w Sankt Petersburgu w odpowiedzi na konkurs ogłoszony w 1907 r. przez ministerstwo morskie na kanonierki dla Flotylli Kaspijskiej. 12 sierpnia 1909 r. „Ardagan” został spuszczony na wodę, zaś na pocz. września wyszedł w morze. Był pierwszym rosyjskim okrętem wojennym wyposażonym w silniki Diesla. 7 lipca 1911 r. przypłynął do Baku, gdzie wszedł w skład Flotylli Kaspijskiej. Brał udział w I wojnie światowej. Przeniesiono go na Morze Czarne. W czerwcu 1916 r. zostało zdemontowane jego główne uzbrojenie złożone z dział 120 i 75 mm. Okręt uzyskał status statku transportowego. W czerwcu 1918 r. zainstalowano na nim 2 działa 102 mm. Okręt został przejęty przez władze Demokratycznej Republiki Azerbejdżanu, stając się wraz z bliźniaczym „Karsem” trzonem azerskiej Flotylli Kaspijskiej. Został jednak obsadzony w większości przez marynarzy wywodzących się z floty handlowej, stąd jego gotowość bojowa była niska przez cały okres służby. Po zajęciu Azerbejdżanu przez wojska bolszewickie pod koniec kwietnia 1920 r., „Ardagan” został przejęty przez Sowietów. 19 maja tego roku przemianowano go na „Trockij”, zaś 1 lutego 1927 r. na „Krasnyj Azierbajdżan”. W latach 1924–1927 przeszedł kapitalny remont. Po kolejnych 2 remontach w 1937 r. i latach 1938–1939 jego uzbrojenie składało się z 2 dział 100 mm, 2 działek 45 mm i kilku karabinów przeciwlotniczych 12,7 mm. Okręt uczestniczył w II wojnie światowej. W 1940 r. dozbrojono go 2 działkami 37 mm i 1 działkiem 45 mm. W toku działań wojennych prowadził służbę ochronną, pływając w konwojach, a także przewoził różnego rodzaju wyposażenie wojskowe, uzbrojenie, czy amunicję. Do końca grudnia 1954 r. spełniał rolę okrętu szkoleniowego, po czym został spisany ze stanu Flotylli Kaspijskiej. Od 13 maja 1955 r. miał status pływającego więzienia o oznaczeniu PKZ-101. 18 listopada 1959 r. przeznaczono go na złom.